# Gerardo Gambolini
Gerardo Gambolini es un poeta argentino nacido en Buenos Aires, en 1955.

## Su obra
Ha publicado los libros:
- "Faro vacío" (Buenos Aires, 1983)
- "Atila y otros poemas" (Libros de Tierra Firme, Buenos Aires, 2000)
- "Arañas" (Libros de Tierra Firme, Buenos Aires, 2007).

Seleccionó, tradujo y prologó, junto a Jorge Fondebrider, la "Antología de Poesía Irlandesa Contemporánea" (Libros de Tierra Firme, Buenos Aires, 1999). Ambos seleccionaron y tradujeron el "Ciclo del Ulster" (Buenos Aires, Vergara, 2000), una "Antología de baladas angloescocesas" (Buenos Aires, Vergara, 2000), otra de Cuentos folklóricos irlandeses (Buenos Aires, Vergara, 2000) y "Peter Street y otros poemas" del poeta irlandés Peter Sirr (Buenos Aires, Bajo la luna, 2008).

Es el traductor del ensayo "La invención de Irlanda" de Declan Kiberd (Adriana Hidalgo, Buenos Aires) y de los "Cuentos completos" de John Mcgahern (Adriana Hidalgo, Buenos Aires, 2009).
Fue traductor, junto a Silvia Camerotto, de la Edición Especial de la revista Ñ para la Feria de Frankfurt de 2010.
- Datos: Q5878274